# Софийско първенство по футбол
Софийското футболно първенство се е провеждало в София от есента на 1921 г. до есента на 1948 г. Първоначално софийските отбори са били обединени в дивизия, наречена Софийска спортна лига — ССЛ.
Софийската спортна лига е създадена официално на 18 май 1921 г. в една от класните стаи на I софийска девическа гимназия в София. Поради разногласия между клубовете през сезон 1922/1923 г. в София съществуват паралелно 2 футболни съюза и съответно се провеждат 2 футболни първенства. Единият съюз е Софийската спортна лига, а другият е обединявал отделилите се от ССЛ отбори, като се е наричал Софийски спортен съюз — ССС.
На 12 август 1923 година двата съюза отново се обединяват в общ съюз под името Софийска спортна федерация. През годините обединението на софийските спортни клубове се нарича Софийска спортна федерация — ССФ, Софийска спортна организация — ССО, както и Софийска областна спортна организация — СОСО.
При основаването си през 1921 г. в Софийската спортна лига участват 10 отбора. С увеличаването на броя на отборите в София Софийските футболни дивизии нарастват до 4. През годините до 1948 година броят на отборите в отделните дивизии често се променя, както се променя и броят на дивизиите през съответните години.
Така например през сезон 1921/1922 г. в Софийското футболно първенство участват 10 отбора, а през сезон 1926/1927 г. – вече участват 27 отбора, разпределени в 4 дивизии. От сезон 1927/1928 година 4-те дивизии са намалени на 3, като броят на отборите, участващи в първенството, е вече 18. През сезон 1932/1933 г. броят на отборите отново се увеличава и те са вече 24. Между сезоните 1935/1936 г.а и 1938/1939 г., с изключение на сезон 1937/1938 г., III софийска дивизия е разделена на 2 групи, като броят на отборите, състезаващи се в първенството, варира от 23 до 27 отбора. През сезон 1942/1943 г. в Софийското футболно първенство участват рекорден брой отбори – 31, разпределени в 4 дивизии.
След 9 септември 1944 г. броят на софийските футболни отбори рязко намалява. Вследствие на политическите промени в България и по ред други причини, някои от които и финансови, много традиционни софийски футболни клубове престават да съществуват след многобройни и в повечето случаи безсмислени обединения. Така през сезон 1944/1945 г. в първенството участват 14 отбора, разпределени в 2 дивизии. Все пак до сезон 1947/1948 г. броят на отборите леко нараства, като достига до 18 отбора. В последния сезон на Софийското футболно първенство през сезон 1947/1948 г. в София съществуват 3 футболни дивизии.
Футболните отбори, състезаващи се в Софийското футболно първенство, са били наричани „организирани“, и са членували в БНСФ — Българска национална спортна федерация. Същевременно в София са съществували и огромен брой от така наречените „неорганизирани“ футболни отбори, които нямат право да участват в официалното футболно първенство на София. Те не участват в Софийското футболно първенство, но сами си организират турнири и така през онези години в София почти всекидневно се играят официални и неофициални футболни срещи. Ограничаването на броя на организираните отбори се дължи на БНСФ с решение, датиращо от конгрес на организацията в началото на 1930-те години. На конгреса е взето решение, че на 5000 жители в даден град може да съответства само един „организиран“ спортен клуб. Решението е взето поради бързо разрастващия се брой на спортните клубове в София и страната. Така в София са допуснати 24 „организирани“ клуба, а останалите попадат в графата „неорганизирани“.
Победителят в Софийското футболно първенство участва във финалната фаза на турнира на Държавното първенство. Това правило не е валидно единствено през сезоните от 1937/1938 г. до 1939/1940 г. включително, защото тогава поради основаването на Националната футболна дивизия победителят в Софийското футболно първенство е получавал правото на участие в квалификационния турнир за попълване на Националната дивизия.
От сезон 1940/1941 г. класиралите се на първите 3 места в I софийска дивизия участват във финалната фаза на турнира. Във финалната фаза на турнира на Държавното първенство се срещат победителите от всички спортни области на България и играят по елиминационна схема до излъчване на държавен първенец на България.
Много срещи от Софийското футболно първенство са били прекъсвани по различни причини, като впоследствие оставащите минути до края на срещата са били доигравани на друга дата, а понякога дори след няколко месеца. В таблиците през съответните години са взети под внимание датите на доиграване на дадените срещи. Също така често, поради нередовни играчи, много срещи биват контестирани и съответно са присъждани служебни резултати. Не са редки и случаите, когато даден отбор често не се явява на срещите си и освен служебен резултат отборите получават и наказание, като изваждане от дадена дивизия и изключването на съответния отбор от Софийското футболно първенство.

## Победители
| сезон   | I Дивизия       | II Дивизия       | III Дивизия           | IV Дивизия       |
| ------- | --------------- | ---------------- | --------------------- | ---------------- |
| 1921    | Славия София    |                  |                       |                  |
| 1922    | Славия София    |                  |                       |                  |
| 1922/23 | Левски София    | ХХХ              |                       |                  |
| 1923/24 | Левски София    | Спарта София     | ХХХ                   |                  |
| 1924/25 | Левски София    | Бенковски София  | ХХХ                   | ХХХ              |
| 1925/26 | Славия София    | Сердика София    | ОК 25 София           | Владислав София  |
| 1926/27 | Славия София    | Раковски София   | Владислав София       | Аспарух София    |
| 1927/28 | Славия София    | Плиска София     | България София        | Гладстоун София  |
| 1928/29 | Левски София    | Шипка София      | Свобода София         | ХХХ              |
| 1929/30 | Славия София    | Раковски София   | БГ 30 София           | ХХХ              |
| 1930/31 | АС-23 София     | Борислав София   | БГ 30 София           | ХХХ              |
| 1931/32 | Славия София    | Раковски София   | ЖСК София             | ХХХ              |
| 1932/33 | Левски София    | Плиска София     | Хаджи Димитър София   | ХХХ              |
| 1933/34 | Славия София    | България София   | Акоах София           | ХХХ              |
| 1934/35 | Спортклуб София | Раковски София   | Бежанец София         | ХХХ              |
| 1935/36 | Славия София    | Бенковски София  | ЖСК София             | ХХХ              |
| 1936/37 | Левски София    | Ботев София      | График София          | ХХХ              |
| 1937/38 | АС-23 София     | График София     | Устрем София          | ХХХ              |
| 1938/39 | ЖСК София       | Устрем София     | Фортуна София         | ХХХ              |
| 1939/40 | Ботев София     | Фортуна София    | Спортист София        | ХХХ              |
| 1940/41 | ФК 13 София     | Бенковски София  | Княз Кирил София      | Победа София     |
| 1941/42 | Левски София    | Ботев София      | Спортист София        | Аспарух София    |
| 1942/43 | Левски София    | Спортист София   | Победа София          | Полет София      |
| 1943/44 | АС-23 София     | Княз Кирил София | Полет София           | Ботев Горна Баня |
| 1944/45 | Левски София    | Надежда София    | ХХХ                   | ХХХ              |
| 1945/46 | Левски София    | Средец София     | ХХХ                   | ХХХ              |
| 1946/47 | ЖСК София       | Металик София    | ХХХ                   | ХХХ              |
| 1947/48 | Левски София    | Металик София    | Продоволственик София | ХХХ              |